# Gríðr
Gríðr (Grid ; « cupidité » en vieux norrois) est une géante (jötunn) dans la mythologie nordique. Elle est la mère du dieu Vidar dont le père est Odin et son époux.

## Étymologie
Gríðr en vieux norrois signifie « cupidité ». Ce nom signifie aussi « véhémence », « violence » et « impétuosité ».

## Attestations
Gríðr est présente dans le poème Þórsdrápa du Skáldskaparmál de l'Edda de Snorri, ouvrage écrit par Snorri Sturluson au XIIIe siècle.

## Histoire
Elle était au courant du plan du géant Geirröd, qui a demandé à Loki de tendre un piège au dieu Thor en l'envoyant à son château       sans sa ceinture et son marteau magiques, afin qu'il puisse le tuer. Gríðr révéla le stratagème à Thor et lui remit ses gants de fer, sa ceinture ainsi qu'un baton.

## Honneurs
Gridr, un satellite de Saturne du groupe nordique, porte son nom.